# Enni, inni van csak kedved
Az Enni, inni van csak kedved kezdetű szlovák népdalt Bartók Béla gyűjtötte Zólyom vármegyében.
A dal hangneme líd (fá-ra végződik), ami magyar népdalban sohasem fordul elő, szlovákban viszont meglehetősen gyakori.
Feldolgozás:
| Szerző      | Mire                        | Mű                  | Előadás |
| ----------- | --------------------------- | ------------------- | ------- |
| Bartók Béla | vegyeskar zongorakísérettel | Négy szlovák népdal | [ 2 ]   |

## Kotta és dallam
| Bezzeg nem volt soha kedved szoknyaráncoláshoz, szoknyaráncoláshoz, szoknyaráncoláshoz.        | A két garast a dudásnak, azt is én fizettem, azt is én fizettem, azt is én fizettem. |
| S te táncoltál, én csak álltam, senki se hítt engem, senki se hítt engem, senki se hítt engem. |                                                                                      |

## Felvételek
- Négy szlovák népdal. Gál Zsófia  YouTube (2010. május 11.)  (Hozzáférés: 2016. június 10.) (videó) 1:53–2:26.